# Real Sociedad Gimnástica de Torrelavega
O Real Sociedad Gimnástica de Torrelavega é um clube de futebol da Espanha.Sua sede fica na cidade de Torrelavega.

## Títulos
- Campeonato Espanhol - 3ª Divisão: 1999/00
- Campeonato Espanhol - 4ª Divisão: 1933/34, 1961/62, 1964/65, 1965/66, 1989/90, 1995/96, 2005/06, 2007/08, 2008/09